# Wassenaarse Golfclub Rozenstein
De Wassenaarse Golfclub Rozenstein is een Nederlandse golfclub. Haar baan ligt aan de Noordrand van Wassenaar en heeft 18 holes.
Voor de aanleg van de golfbaan werd in 1984 goedkeuring verleend, en in 1986 werd deze geopend door Schelto Patijn, toen commissaris van de koningin in Zuid-Holland. Op 4 september 1984 werd de Wassenaarse Golfclub Rozenstein opgericht.
De aanleg gebeurde in twee fases. Bij de opening in 1984 waren de 9 holes van de Zuidbaan aangelegd, deze ligt meer tegen Wassenaar aan. Het duurde tot 1992 voordat de Noordbaan werd aangelegd. Deze holes kijken meer uit over de duinen en de bollenvelden en werden in 1996 geopend.
De professionals zijn Eduard Schwarz en Huite Hak.
In 2016 verkreeg de club een certificering van de Golf Environment Organisation vanwege het duurzaam beheer van de baan.

## Rozenstein
De golfclub is vernoemd naar de boerenhoeve Rozenstein, die stond op de plaats waar nu de golfbaan ligt. Bij de boerderij werden rozen gekweekt voor hun rozenolie. De pinkenstal van de boerderij is nu het clubhuis.
De huidige boerderij heeft een vernieuwde voorgevel, maar een van de stallen dateert uit 1898. De boerderij is eigendom van de bewoner.